# Вятская школа (Некрасовский район)
Вя́тская сре́дняя шко́ла, МОУ Вя́тская СОШ — среднее общеобразовательное учреждение, расположенное в селе Вятское Некрасовского муниципального района Ярославской области.

## История
Основана в 1842 г. как трёхгодичное народное училище (первое в Даниловском уезде Ярославской губернии) и до 1908 г. располагалась в здании Вятского волостного правления.
В 1865 г., в эпоху «великих реформ» Александра II, Вятское народное училище было преобразовано в начальную земскую школу с трёхгодичным курсом обучения. Это способствовало некоторой демократизации образования, поскольку помимо обязательных предметов (Закон Божий, чтение, письмо, арифметика, пение), земские учителя имели право факультативно преподавать географию, историю, природоведение. Земство снабжало учителей лучшими из существовавших в то время учебниками. Широко применялись наглядные пособия. В селе была открыта народная публичная библиотека.
В 1908 г. Вятское земское училище по инициативе ярославского губернатора А. А. Римского-Корсакова преобразуется в четырёхклассное городское начальное училище, а в 1912 г. — в высшее начальное училище имени цесаревича Алексея Николаевича. Из тесного и неудобного деревянного здания волостного правления училище переезжает в специально выстроенное для него двухэтажное просторное здание из красного кирпича.
В 1930-е гг. становится «десятилеткой» и в 1941 г. выпускает свой первый 10 класс.
В 1950-е гг. в Вятское по распределению приезжают выпускники Ярославского пединститута: Голосовы Олег Николаевич и Лидия Ивановна, Котова Галина Александровна, Воронцова Софья Николаевна, Кокошкина Агния Васильевна, Урандина Мария Васильевна и др. Благодаря их самоотверженному труду школа становится настоящим духовным и культурным центром села. Особое развитие получает туристско-краеведческое движение.
В 1960-х — 1970-х гг. команда Вятской школы неоднократно выигрывала на областных турслётах путёвки в Москву и Ленинград. Вятские школьники во главе с Голосовой Лидия Ивановна защищали честь Ярославской области на X Всероссийском слёте юных туристов-краеведов в г. Братске в 1967 г. Они побывали на озере Байкал, совершили восхождение на вершину Черского. В 1969 г за I место на областном турслёте команда получила путёвку в Ульяновск.
Учитель истории Урандина Мария Васильевна создала школьный краеведческий музей, долгие годы вела исторический кружок. В 1966 г. члены кружка принимали участие в археологической экспедиции доктора ист. наук Д. А. Крайнова (1904—1998) (раскопки Волосово-Даниловского фатьяновского могильника).
В разные годы школой руководили Архангельский Алексей Лукич (1908), Левченков Дмитрий Фёдорович (1914), Студитская Елизавета Александровна (1920-е), Юрьев Иван Александрович (1930-е — 1941), Тимрот Дмитрий Дмитриевич (1941—1942), Карзов Николай Иванович (1942—1946), Медведков Анатолий Иустинович (1946—1948), Ермолаев Герасим Самсонович (1948—1950), Баратт Иосиф Ефимович (1950—1952), Виноградов Алексей Сергеевич (1952—1957), Лебедев Дмитрий Михайлович (1957—1962), Макеев Юрий Васильевич (1962—1981), Голосов Олег Николаевич (1981—1984). Это были прирождённые педагоги и хозяйственники, отдававшие все силы для организации качественной и комфортной учёбы. Так, Ю. В. Макеев заменил печное отопление водяным, построил котельную, школьную столовую, гараж, тир, отремонтировал пришедшие в ветхость учительские домики, при нём начала формироваться лесопарковая зона.
С 1984 г. по 2006 г. Вятской школой руководила Дмитриева Людмила Николаевна, Заслуженный учитель РФ. В этот период школа активно сотрудничала с учёными Ярославского государственного педагогического института по апробации моделей школьного самоуправления. В 2001—2004 гг. Вятская школа — региональная экспериментальная площадка по выработке государственно-общественного механизма управления качеством образования. Совместно с профессором, доктором педагогических наук Байбородовой Л. В. была разработана новая концепция воспитательной работы.
В 2006 г. Вятскую школу возглавила Абрамова Любовь Анатольевна, выпускница 1990 г. С 1993 г. она работала здесь учителем начальных классов, русского языка и литературы, изобразительного искусства, заместителем директора по воспитательной работе.
3—4 октября 2008 г. в Вятской школе прошли торжества, посвящённые 100-летнему юбилею здания школы. В праздновании приняли участие выпускники и учителя разных лет, школьники, представители районной и областной администраций, местные жители.
В 2009 году Вятская школа приступила к работе над крупным проектом "Школа-музей «Уклад», разработанным с целью осуществления гражданско-патриотического воспитания через успешные традиции краеведческого воспитания. Ключевая идея проекта заключается в создании интегрированных разновозрастных объединений обучающихся по интересам: Исторического, Этнографического, Экологического и Информационного центров.
Благодаря реализации данного проекта Вятская школа включилась в реализующуюся программу реконструкции села Вятское и стала одним из его туристических объектов.

## Современное состояние
Вятская школа является единственным общеобразовательным учреждением на территории Вятского отделения сельского поселения Красный Профинтерн Некрасовского муниципального района Ярославской области. В школе учатся дети из с. Вятское, поселков Кондрево и Кадниково (около 2 км от школы) и окрестных деревень, расположенных на расстоянии более 3 км от школы (34 человека).
В настоящее время (2009—2010 учебный год) в школе обучается 136 учеников в 11 классах-комплектах. Контингент обучающихся постепенно сокращается за счёт убывания численности детей в соответствующих возрастных когортах. За последние три года 4 ученика по инициативе родителей перешли для обучения в средние школы г. Ярославля. Возрастает количество детей иных национальностей (в основном, таджиков и цыган).
В школе работает 21 преподаватель. С высшим образованием — 17 человек, с квалификационной категорией — 16 человек. В коллективе положительная динамика повышения квалификации учителей. Педагогический коллектив способен к совместной деятельности, обладает творческим потенциалом.
Обучение в школе ведётся по традиционной системе, во 2-3 классах по системе «Начальная школа — 21 век». Выпускники школы продолжают своё обучение, в основном, в г. Ярославле: из основной школы за последние 4 учебных года ушли 78 %; из них поступили в техникумы — 23 %, в ПУ — 23 %, трудоустроились — 19 %. После окончания средней школы: 18 % поступили в ВУЗы, 62 % — в техникумы, 12 % — в ПУ, остальные трудоустроились.
Здание школы приспособленное, поэтому не отвечает современным требованиям, предъявляемым к учебно-воспитательному процессу. Материальная база школы за последние годы улучшилась: оборудован кабинет информатики, от департамента ЯО получен учебно-методический комплект для кабинета химии, спортивный зал нетиповой, но пополнен инвентарем для проведения уроков и внеурочных занятий. В школе нет достаточного количества помещений, поэтому отсутствует ряд предметных кабинетов и специальных помещений, мала площадь библиотеки, поэтому в 2007 году создан методический кабинет.
Школа сотрудничает с Некрасовской детской музыкальной школой (на базе Вятской СОШ с 2005 года действует класс фортепиано), с МЦ «Импульс» п. Некрасовское и с ЦДО «Созвездие».
Состав родителей разнородный: с высшим образованием — 15 %, средним — 28 %. Общешкольный родительский комитет считает, что основная функция школы — это предоставление образовательных услуг для подготовки учащихся к дальнейшему обучению. Второстепенными, но важными задачами для школы они считают развитие и воспитание.
В рамках подготовки к 100-летнему юбилею в 2008 году был проведён капитальный ремонт в основном здании школы, благоустроена парковая зона (1,45 га) и пришкольная территория, приобретены витражи для музейных экспозиций, оформлена фотогалерея летописи школы.

## Выдающиеся выпускники

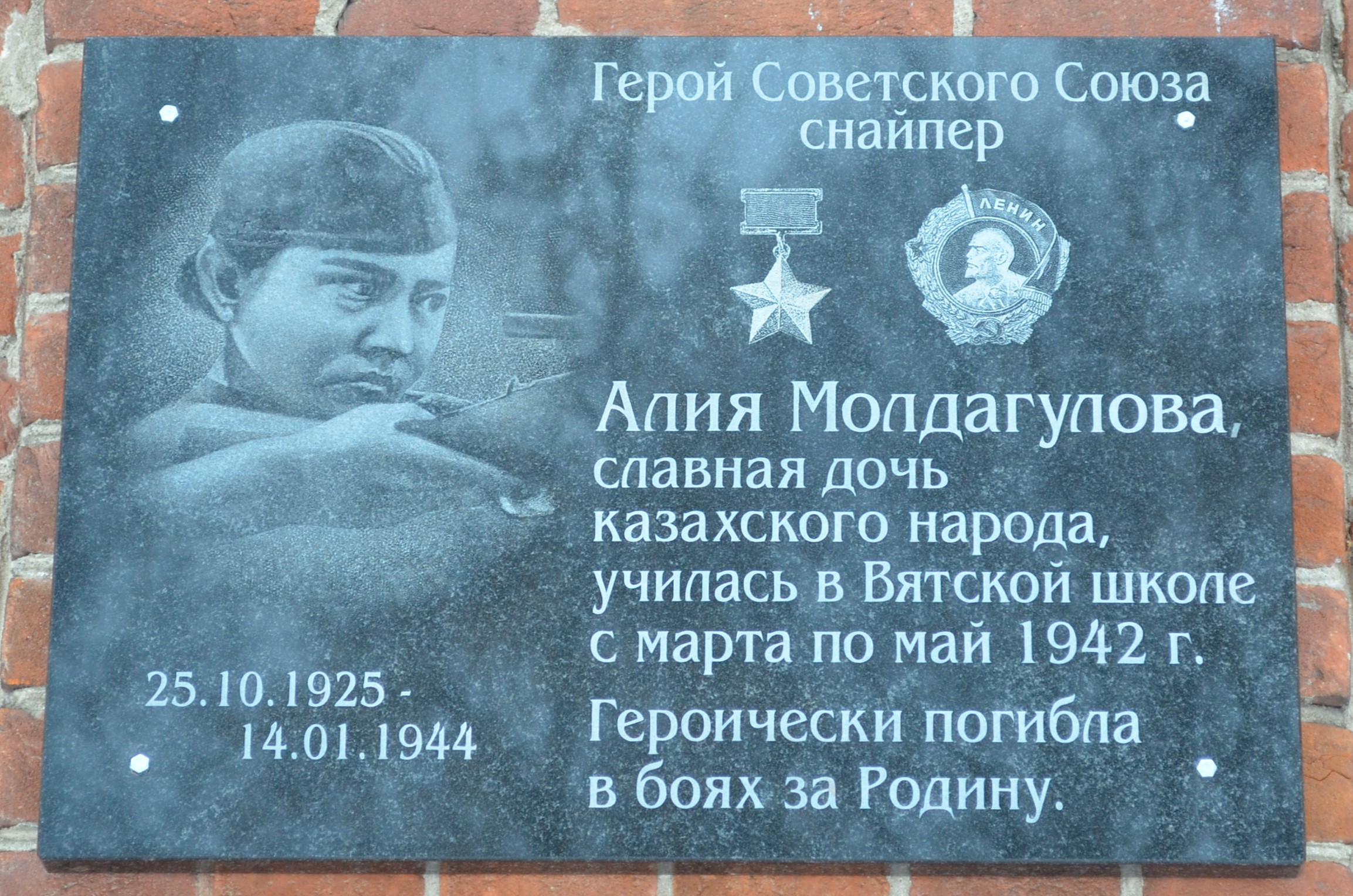
Мемориальная доска в честь А. Молдагуловой, которая до начала 2020-х годов была установлена на историческом здании школы

- Герой Советского Союза Алия Молдагулова (1925—1944);
- Митрополит Рязанский и Касимовский Симон (1928—2006);
- Первый заместитель начальника Военной Академии ВКО им. Г. К. Жукова генерал-майор Рыжонков В. Н.

## Приложение
Литература
- Мальцева Н. Ю. Вятские — люди хватские // Слово о земле Большесольской. — Кострома: Диара, 1999. — С. 225—230.
- Мальцева Н. Ю. Вятскому народному образованию — 160 лет. Страницы истории (1842—1917 гг.). — Ярославль, 2003. — 16 с.
- Мальцева Н. Ю. История Вятской школы. — Ярославль, 2004. — Часть 1, 2. — 36+40 с.
- Мальцева Н. Ю. Торговое село Вятское. — Ярославль, 2004. — 36 с.
- Мальцева Н. Ю. Вятская школа: годы и люди. — Б.м., б.г. — 28 с.
- Пятёркина Т. К 100-летию преобразится… // Некрасовская районная газета «Районные будни». — 2008. — 25 июня.
- Пятёркина Т. Век живи — век учись! // Некрасовская районная газета «Районные будни». — 2008. — 12 сентября.
- Репина Т. Вятской школе — 100 лет // Некрасовская районная газета «Районные будни». — 2008. — 3 октября.
- Репина Т. На школьной улице — праздник // Некрасовская районная газета «Районные будни». — 2002. — 4 сентября.
- Соколова Г. Главное в КВН — крепкие мозги! // Некрасовская районная газета «Районные будни». — 2009. — 8 апреля.
- Соколова Г. Недетские роли исполняют дети // Некрасовская районная газета «Районные будни». — 2009. — 15 апреля.
- Сарофских И. «Кукольный рай» в Вятском // Некрасовская районная газета «Районные будни». — 2009. — 17 апреля.